# Dries Mertens
Dries Mertens, född 6 maj 1987 i Leuven, Belgien, är en belgisk fotbollsspelare som spelar som anfallare för Belgiens landslag.

## Meriter
PSV Eindhoven
- KNVB Cup: 2011/2012
- Johan Cruijff Shield: 2012

Napoli
- Coppa Italia: 2013/2014, 2019/2020
- Supercoppa italiana: 2014